# Aubiers slott
Aubiers slott är beläget i Hillions kommun, i departementet Côtes-d'Armor i Bretagne i Frankrike. Det byggdes mellan 1876 och 1882 i nygotisk stil och blev registrerat som kulturminne år 2007. Slottet är numera privatägt, och tar inte emot besökare.